# Péter Attila
Péter Attila (Székelyudvarhely, 1922. március 11. – Székelyudvarhely, 2016. október 20.) erdélyi matematika-fizika szakos tanár.

## Élete és munkássága
Elemi és középiskola tanulmányait szülővárosában végezte, és a helybeli Római Katolikus Baróti Szabó Dávid Gimnáziumban érettségizett 1941-ben. Egyetemi tanulmányait Budapesten kezdte, majd a kolozsvári Bolyai Tudományegyetemen fejezte be, ahol matematika-fizika szakos tanári oklevelet szerzett. Az egyetem elvégzése után, immár tanárként, visszakerült egykori iskolájába, az akkori Római Katolikus Főgimnáziumba (ma Tamási Áron Gimnázium). Itt tanított 1982-es nyugdíjazásig.
A tanítás mellett szemléltető eszközöket tervezett és valósított meg. Létrehozta a gimnázium matematikai laboratóriumát, ahol a diákok önálló munkáján alapuló differenciált foglalkozást szervezett. A laboratórium szakkönyvtárral és szemléltető mértani tárgyakkal is rendelkezett.
1976–1982 között szerkesztőbizottsági tagja a Matematikai Lapoknak. Közönségszervező tevékenységével is kitűnt. 1975–2003 között a Romániai Matematikai Társaság székelyudvarhelyi fiókjának elnöke, és ebben a minőségében számos  kihelyezett tudományos konferencia társszervezője. Szenvedélye volt a csillagászat, az Univerzum Csillagászati Egyesület alapító elnöke (1990). Dokumentumfilmeket is készített.
Az 1975-1976-os tanévben nagy szerepe volt az akkor úttörőnek számító informatikai tanfolyam udvarhelyi megszervezésében, amelyet a Bukaresti Egyetem tanárai tartottak. Különféle felkészítő tanfolyamokat és táborokat szervezett tanároknak és diákoknak. 1974-ben szabadalmazták egy találmányát: a távirányítással működő diafilmvetítő rendszerét.
Nyugdíjasként több értékes helytörténeti könyvet írt.

## Könyvei
- Keresztek Székelyudvarhelyen, 1993.
- Székelyudvarhely, 1994.
- Volt egyszer egy villanytelep, 1998.
- In memoriam Khell István (1889–1972), 1999.
- A székelyudvarhelyi Tamási Áron Gimnázium egykori tanárainak sírja 1804–1988, 1999.
- Életem filmkockái, 2011.

## Kitüntetései
- Közoktatási Minisztérium Érdemfokozata, 1972.
- Székelyudvarhelyért Alapítvány fődíja, 2009.
- Életműdíj (Hargita megye Tanácsa az RMPSZ javaslatára), 2009.